# Admiral Scheer (križarka)
Admiral Scheer je bila nemška težka križarka iz druge svetovne vojne. Spadala je v razred križark tipa: Deutschland, v tem razredu sta bili še ladji Admiral Graf Spee in  Deutschland. Ladja je dobila ime po Reinhardu Scheeru, admiralu iz prve svetovne vojne. Tako kot preostali dve ladji njenega razreda je bila zasnovana tako, da je obšla omejitve iz versajske mirovne pogodbe. Gradnja ladje se je začela 25. junija 1931, splovljena je bila 1. aprila 1933, 12. novembra pa predana nemški Kriegsmarine.
Njena prva naloga je bila evakuacija nemških civilistov iz Španije po izbruhu španske državljanske vojne. Tekom vojne je vohunila za ruskimi ladjami, ki so republikancem dovažale vojaško opremo in skrbela za varnost nemških ladij, ki so oskrbovale Francove sile. Enaintridesetega maja 1937 je v povračilnem napadu bombardirala Almerio ter tako maščevala smrt 31 nemških mornarjev s križarke Deutschland, ki so jo dva dni prej napadla republikanska letala. Junija 1938 se je vrnila v Nemčijo, kjer je ostala do začetka druge svetovne vojne.
Kmalu po začetku vojne so jo v Wilhelmshavnu napadla britanska letala in jo lažje poškodovala. Po popravilu je od oktobra 1940 do aprila 1941 križarila po Atlantiku in Indijskem oceanu ter potopila 16 trgovskih ladij. Nato so jo premestili na Norveško, kjer je napadala arktične konvoje. Avgusta 1942 je sodelovala pri operaciji Wunderland, napadu na rusko Arktiko. Leta 1944 je bila premeščena v Baltsko morje, tam je sodelovala bombardiranju ruskih položajev in evakuaciji nemških čet na zahod. Marca 1945 se je vrnila v Kiel, 9. aprila so jo napadla britanska letala in jo tako hudo poškodovala da se je na privezu prevrnila in potopila. Po vojni so ladjo zakopali v pristanišču. 